# Buddleja racemosa
Buddleja racemosa är en flenörtsväxtart som beskrevs av John Torrey. Buddleja racemosa ingår i släktet buddlejor, och familjen flenörtsväxter.

## Underarter
Arten delas in i följande underarter:
- B. r. incana
- B. r. racemosa